# Пристрій захисту від аварійних режимів у розподільних мережах
При́стрій за́хисту від аварі́йних режи́мів у розподі́льних мере́жах (англ. protector against malfunctions in distribution nets, нім. Einrichtung f für Schutz gegen Notbetriebe in Verteilungsnetzen) — пристрій, призначений для виявлення ненормальних режимів роботи та видачі сигналу на відімкнення силового комутаційного апарата або його блокування на включення. Вмонтовується у всі комутаційні апарати високої та низької напруги. 
Розрізняють пристрої захисту від коротких замикань в мережі (максимальний струмовий захист), захисту від перевантажень електродвигунів, захисту від обриву однієї з фаз і пристрої попереднього контролю ізоляції мережі. Максимальні струмові захисти (МСЗ) виконуються механічними (УМЗ) та електронними (ПМЗ, БТЗ-3). Захисти від перевантаження виконуються у вигляді електронних блоків (ТЗП). Останнім часом широке розповсюдження отримали блоки комплексного захисту (БКЗ), які поєднують функції МСЗ, захисту від перевантаження і попереднього контролю ізоляції. Принцип дії захистів базується на вимірюванні первинного струму підконтрольної лінії за допомогою давачів струму, порівнянні його з заданою величиною і видачі сигналу на вимикання при недопустимому його відхиленні, а також наступному блокуванні комутаційного апарата до усунення причини аварії.